# Comuna Negrilești, Vrancea
Negrilești este o comună în județul Vrancea, Moldova, România, formată numai din satul de reședință cu același nume.

## Etimologie
Numele comunei provine de la numele unuia dintre feciorii Babei Tudora Vrâncioaia, pe care îl chema Negrilă. Acesta a format gospodării vrednice, și a alcătuit un sat cu numele lui, Negrilești.

## Așezare
Comuna se află în partea de nord-vest a județului, într-o zonă montană, pe malul stâng al râului Putna.
- Fauna
  - Fauna în această zonă este una diversă și reprezentată de mai multe specii de mamifere, amfibieni și reptile, unele protejate prin lege
  - Mamifere: urs brun (Ursus arctos), lup cenușiu (Canis lupus), mistreț (Sus scrofa), căprioară (Capreolus capreolus),  vulpe (Vulpes vulpes crucigera),  liliacul comun (Myotis myotis);
  - Reptile și amfibieni: șopârlă de câmp (Lacerta agilis), viperă (Vipera berus), ivorașul-cu-burta-galbenă (Bombina variegata),
  - Nevertebrate: croitorul alpin (Rosalia alpina), cosașul transilvan (Pholidoptera transsylvanica) și două specii de melci (Vertigo angustior și Vertigo genesii).

- Flora
  - Flora este una tipică pentru această zonă a Vrancei, formată în special, din păduri de pin, sau de foioase, în special mesteacăn, plopi, fag, stejar etc.

## Transport
Comuna este deservită de șoseaua județeană DJ205L, care o leagă spre sud de Tulnici (unde se intersectează cu DN2D) și Păulești.

## Demografie
Componența etnică a comunei Negrilești
     Români (96,72%)
     Alte etnii (3,28%)
Componența confesională a comunei Negrilești
     Ortodocși (96,72%)
     Alte religii (0,07%)
     Necunoscută (3,21%)
Conform recensământului efectuat în 2021, populația comunei Negrilești se ridică la 1.464 de locuitori, în scădere față de recensământul anterior din 2011, când fuseseră înregistrați 1.816 locuitori. Majoritatea locuitorilor sunt români (96,72%). Din punct de vedere confesional, majoritatea locuitorilor sunt ortodocși (96,72%), iar pentru 3,21% nu se cunoaște apartenența confesională.

## Politică și administrație
Comuna Negrilești este administrată de un primar și un consiliu local compus din 11 consilieri. Primarul, Răzvan-Mihăiță Pantazică[*],  politician independent, este în funcție din 1 noiembrie 2024. Începând cu alegerile locale din 2024, consiliul local are următoarea componență pe partide politice:
|  | Partid                          | Consilieri | Componența Consiliului | Componența Consiliului | Componența Consiliului | Componența Consiliului | Componența Consiliului |
|  | ------------------------------- | ---------- | ---------------------- | ---------------------- | ---------------------- | ---------------------- | ---------------------- |
|  | Partidul Social Democrat        | 5          |                        |                        |                        |                        |                        |
|  | Partidul Național Liberal       | 2          |                        |                        |                        |                        |                        |
|  | Alianța pentru Unirea Românilor | 2          |                        |                        |                        |                        |                        |
|  | Alianța Dreapta Unită           | 1          |                        |                        |                        |                        |                        |
|  | Danțiș Costică                  | 1          |                        |                        |                        |                        |                        |

## Istorie
La sfârșitul secolului al XIX-lea, comuna făcea parte din plasa Vrancea a județului Putna și avea în compunere satele Grumăzești, Negrilești și Vrâncioara, cu 1004 locuitori. În comună funcționau o biserică și o școală mixtă cu 15 elevi. Anuarul Socec din 1925 consemnează 1058 de locuitori în comuna având aceeași compoziție și aparținând aceleiași plăși.
În 1950, comuna Negrilești a trecut în administrarea raionului Panciu din regiunea Putna, apoi (după 1952) din regiunea Bârlad și (după 1956) din regiunea Galați. În 1968, a fost transferată la județul Vrancea, dar a fost desființată și inclusă în comuna Bârsești; tot atunci, satele Grumăzești și Vrâncioara au fost desființate și incluse în satul Negrilești. Comuna Negrilești a fost reînființată în forma actuală în 2003.

## Monumente istorice
Singurul obiectiv din comuna Negrilești inclus în lista monumentelor istorice din județul Vrancea ca monument de interes local este situl arheologic aflat în punctul „pe creastă”, la 1 km sud de sat. El cuprinde urmele a două așezări, una din neolitic (cultura Boian faza Giulești) și una din Epoca Bronzului (cultura Monteoru).

## Tradiții și obiceiuri
În comuna Negrilești există o tradiție în a realiza păpuși din caș, făcute din brânză proaspătă și puse în forme din lemn de paltin.
O altă tradiție importantă este Boteitul Oilor. Boteitul oilor este cea mai importantă sărbătoare a acestui sat, fiind sărbătorita in fiecare an pe data de 21 mai. Consta in sfințirea oilor care urmeaza sa plece la munte pentru a le păzi de pradatori